# Il grande Caruso
Il grande Caruso (The Great Caruso) è un film biografico sulla vita di Enrico Caruso, diretto nel 1951 da Richard Thorpe.

## Trama
Nato in una povera famiglia nella Napoli del 1873, Enrico Caruso comincia presto a cantare, facendo parte di un coro. Alla morte della madre, il giovane Enrico segue il suo consiglio nel continuare nella strada del canto, ma non riesce ad andare oltre le esibizioni in un Caffè locale. Abbandona il canto per lavorare nel mulino del signor Barretto; qui conosce la figlia, Musetta, del quale si innamora, ma è costretto ad abbandonare il lavoro a causa della contrarietà del padre. Lasciato l'incarico si dedica completamente nell'intensa carriera del canto. Aiutato e accompagnato dagli amici Gino e Fucito, ottiene discreti successi in varie capitali europee. Il suo debutto al Convent Garden di Londra gli permette di conoscere il tenore Alfredo Brazzi, il quale diventerà il suo agente. Egli lo porta a fare tournée oltreoceano: il suo debutto al Metropolitan di New York non ottiene però un successo immediato. Caruso non gode delle simpatie di Park Benjamin, l'impresario del teatro, tanto che quando duetta con Louise Heggar, protetta di Benjamin, questi lo confronta sfavorevolmente col precedente tenore, Jean de Reszke, e tenta di persuadere Giulio Gatti Casazza a sostituirlo. Ma Reszke applaude Caruso, il quale gode anche della simpatia di Dorothy, figlia di Benjamin. Non passa molto prima che Caruso venga riconosciuto come il miglior tenore del mondo. In seguito Caruso sposa Dorothy, seppur contro la volontà del padre di lei. Dalla loro unione nasce la figlia Gloria. Passano degli anni: durante una tournée in Canada, Caruso viene colpito da una infezione alla gola causata dall'uso di etere, e alla fine di una trionfale esibizione, si accascia e muore.

## Produzione
Prodotto dalla Metro-Goldwyn-Mayer, oltre a Mario Lanza la produzione si avvalse di un ampio numero di icone liriche del Metropolitan, tra cui i soprani Dorothy Kirsten, Teresa Celli, Lucine Amara, Marina Koshetz e Jarmila Novotná, il mezzosoprano Blanche Thebom, il baritono Giuseppe Valdengo e il basso Nicola Moscona. Alcune registrazioni per la colonna sonora del film vedono il duetto tra Mario Lanza e il soprano Elaine Malbin.
Questo fu il penultimo film prodotto sotto la supervisione di Louis B. Mayer, cofondatore della Metro-Goldwyn-Mayer (l'ultimo fu Show Boat, 1951), prima della battaglia delle deleghe che lo vide coinvolto e che gli causò la rimozione da capo della società a favore di Dore Schary (Mayer diresse la MGM per 27 anni, Schary per appena 6).

## Distribuzione
Distribuito in tutti i Paesi dalla stessa Metro-Goldwyn-Mayer, uscì negli Stati Uniti il 10 maggio 1951; in ottobre in alcuni drive-in statunitensi il biglietto per la visione di Il grande Caruso comprendeva anche quella di L'oro delle montagne. In Italia uscì nell'aprile del 1952.

## Controversie
Subito dopo l'uscita del film il figlio e i nipoti di Enrico Caruso mossero una causa alla Metro-Goldwyn-Mayer e alla Coca-Cola chiedendo la defissione dei manifesti pubblicitari italiani del film poiché accompagnati dalla pubblicità della suddetta bevanda. Gli eredi del celebre tenore ritenevano che lo sfruttamento pubblicitario ledesse il nome e l'immagine pubblica del tenore.

## Botteghino
Il grande Caruso fu un enorme successo commerciale. Secondo i dati della Metro-Goldwyn-Mayer incassò 4.309.000 di dollari negli Stati Uniti e in Canada e 4.960.000 altrove, dando luogo a un utile di 3.977.000 di dollari. Fu il più grande successo della casa produttrice dell'anno e il film più visto in Gran Bretagna nel 1951.

## Critica
(Massimo Bertarelli, il Giornale, 16 aprile 2003)

## Discrepanze con la realtà
Il film, pur seguendo i fatti fondamentali della vita di Caruso, è in gran parte romanzato. A causa di ciò la famiglia Caruso ha vinto una causa sulla Metro-Goldwyn-Mayer per danni d'immagine. Alcune discrepanze:
- All'inizio del film, il giovane Caruso è mostrato nel fare gavetta da corista lirico a comprimario cantante, compreso il ruolo secondario di Spoletta nella Tosca di Puccini. Caruso non cantò mai in un coro d'opera, né cantò mai con un ruolo di sostegno. Quando la Tosca debuttò nel 1900, Caruso era già una stella nascente del mondo dell'opera e venne considerato dallo stesso Puccini per il ruolo del protagonista Cavaradossi, anche se la parte venne affidata a Emilio De Marchi. Caruso, tuttavia, interpretò il ruolo poco dopo la prima e Puccini dichiarò di non aver mai sentito la parte cantata in modo migliore.
- Nel film Caruso fa il suo debutto americano al Metropolitan con l'Aida di Verdi ed è accolto con freddezza da parte del pubblico accompagnato da aspre recensioni della critica. In realtà il debutto di Caruso nel Rigoletto fu accolto calorosamente e diventò una delle opere favorite al pubblico e alla critica newyorkese.
- Nella vita reale Caruso incontrò Dorothy, la sua futura moglie nel 1917. Nel film la incontra al momento del suo debutto al Metropolitan nel 1903.
- Nel film Caruso sembra morire sul palco dopo una emorragia alla gola durante una rappresentazione della Martha al Metropolitan. Caruso soffriva di una malattia alla gola e subì un'emorragia durante una rappresentazione de L'elisir d'amore al Metropolitan a Brooklyn l'11 dicembre 1920, ponendo fine alla sua esibizione. La sua ultima esibizione è stata ne La Juive, sempre al Metropolitan, il 24 dicembre 1920. Morì di peritonite il 2 agosto 1921 a Napoli, dopo mesi di malattia e diverse procedure chirurgiche.

## Colonna sonora
- The Loveliest Night of the Year, tratto da Sobre las olas, testo di Paul Francis Webster, musica di Juventino Rosas con adattamento di Irving Aaronson, eseguito da Ann Blyth
- Magnificat, testo e musica di Johann Sebastian Bach, eseguito da Mario Lanza
- 'A vucchella, musica di Francesco Paolo Tosti e testo di Gabriele D'Annunzio, eseguito da Mario Lanza
- La Danza, musica di Gioachino Rossini, eseguito da Mario Lanza
- Immenso Fthà, del mondo, tratto dall'Aida, musica di Giuseppe Verdi, eseguito da Mario Lanza
- Trio finale, tratto dall'Aida, musica di Giuseppe Verdi, eseguito da Mario Lanza, Dorothy Kirsten e Blanche Thebom
- Celeste Aida, tratto dall'Aida, musica di Giuseppe Verdi, eseguito da Mario Lanza
- In questa tomba, tratto dall'Aida, musica di Giuseppe Verdi, eseguito da Mario Lanza e Dorothy Kirsten
- Scena della tortura, tratto dalla Tosca, musica di Giacomo Puccini, eseguito da Mario Lanza
- E lucevan le stelle, tratto dalla Tosca, musica di Giacomo Puccini, eseguito da Mario Lanza
- Voglio avvertirlo io stessa, tratto dalla Cavalleria rusticana, musica di Pietro Mascagni, eseguito da Mario Lanza
- Brindisi, tratto dalla Cavalleria rusticana, musica di Pietro Mascagni, eseguito da Mario Lanza
- Cielo e mar, tratto da La Gioconda, musica di Amilcare Ponchielli, eseguito da Mario Lanza
- La donna è mobile, tratto dal Rigoletto, musica di Giuseppe Verdi, eseguito da Mario Lanza
- Torna a Surriento, di Ernesto De Curtis, eseguito da Mario Lanza
- Che gelida manina, tratto da La bohème, musica di Giacomo Puccini, eseguito da Mario Lanza
- Mattinata, romanza di Ruggero Leoncavallo, eseguito da Mario Lanza
- Miserere, tratto da Il trovatore, musica di Giuseppe Verdi, eseguito da Mario Lanza e Lucine Amara
- Quartetto tratto dal Rigoletto, musica di Giuseppe Verdi, eseguito da Mario Lanza, Blanche Thebom e Giuseppe Valdengo
- Sweethearts, di Victor Herbert e Harry B. Smith, eseguito da Mario Lanza e Dorothy Kirsten
- Recitativo, tratto dai Pagliacci, musica di Ruggero Leoncavallo, eseguito da Mario Lanza
- Vesti la giubba, tratto dai Pagliacci, musica di Ruggero Leoncavallo, eseguito da Mario Lanza
- Ave Maria, di Johann Sebastian Bach e Charles Gounod, eseguito da Mario Lanza
- Chi mi frena in tal momento? tratto dalla Lucia di Lammermoor, musica di Gaetano Donizetti, eseguito da Mario Lanza, Dorothy Kirsten, Blanche Thebom, Giuseppe Valdengo e Nicola Moscona
- Because, di Guy D'Hardelot, eseguito da Mario Lanza
- M'appari, tratto dalla Martha, musica di Friedrich von Flotow, eseguito da Mario Lanza
- Finale, tratto dalla Martha, musica di Friedrich von Flotow, eseguito da Mario Lanza, Dorothy Kirsten, Blanche Thebom e Nicola Moscona
- Under the Bamboo Tree, testo e musica di Bob Cole e J. Rosamund Johnson, eseguito da Mario Lanza e Ann Blyth

## Curiosità
- Il direttore d'orchestra Richard Hageman, che nel film recita la parte di Carlo Santi, conosceva realmente Enrico Caruso che diresse diverse volse al Metropolitan, incluso lo spettacolo di beneficenza per gli aiuti di guerra del 1918 ricreato nel film.
- Anche Jesse L. Lasky, produttore associato del film, conobbe Enrico Caruso. Nel 1918, mentre era capo della Famous Players-Lasky Corporation, ingaggiò Caruso per recitare in Mio cugino e The Splendid Romance.

## Riconoscimenti
- 1952 - Premio Oscar
  - Miglior sonoro a Douglas Shearer
  - Candidatura Migliori costumi a Helen Rose e Gile Steele
  - Candidatura Migliore colonna sonora a Peter Herman Adler e Johnny Green
- 1952 - Directors Guild of America Award
  - Candidatura Migliore regista cinematografico a Richard Thorpe
- 1952 - Writers Guild of America Award
  - Candidatura Migliore scritto musicale americano a Sonya Levien e William Ludwig
- 1952 - Photoplay Awards
  - Candidatura Star maschile più popolare a Mario Lanza